# Hassen Abid
Pour les articles homonymes, voir Abid.
Hassen Abid (arabe : حسن عبيد), mort le 12 juin 2019 à Tunis, est un tortionnaire tunisien qui a sévi sous le régime de Habib Bourguiba et de Zine el-Abidine Ben Ali. Il est aussi connu sous les pseudonymes d'El Bokhch, Boukricha ou Hamadi.

## Biographie
Natif du village de Knaies, Abid commence sa carrière au sein du contingent tunisien de la force de maintien de la paix des Nations unies en République démocratique du Congo avant d'intégrer le ministère de l'Intérieur où il participe à la mise en place du premier noyau d'un appareil policier spécialisé dans la répression et la torture des détenus politiques. Il gravit les échelons jusqu'à occuper le poste de directeur général des renseignements sous la présidence de Ben Ali.
Parmi ses victimes figurent plusieurs opposants politiques dont notamment les membres du mouvement Perspectives tunisiennes sous le régime de Bourguiba et les membres du mouvement islamiste Ennahdha sous le régime de Ben Ali.
Son nom figure sur une liste nominative établie par le Comité pour le respect des libertés et des droits de l'homme en Tunisie listant 133 personnes impliquées dans des actes de torture, soit comme responsables ou comme exécutants, entre 1990 et 2000.
Après la révolution tunisienne de 2011, Hassen Abid est mis en examen pour des crimes de torture, d'enlèvements, de séquestrations et de tentatives de meurtre. Il meurt à Tunis le 12 juin 2019 avant que la justice rende son dernier mot.